# زواج المثليين في كامبيتشي
أصبح زواج المثليين قانونيا في الولاية المكسيكية كامبيتشي منذ 20 مايو 2016. في أبريل 2016، قدم حاكم كامبيتشي، أليخاندرو مورينو كارديناس، مشروع قانون زواج المثليين إلى كونغرس الولاية، والذي تمت الموافقة عليه في 10 مايو 2016.
في عام 2013، شرعت الولاية الاتحادات المدنية التي تمنح الشركاء المثليين والشركاء المغايرين العديد من حقوق وفوائد الزواج.

## الاتحادات المدنية
في 11 أبريل 2013، قدم حزب الثورة الديمقراطية إجراءً لتشريع الاتحادات المدنية (بالإسبانية: sociedad civil de convivencia)‏ في كامبيتشي. تم إقرار مشروع القانون بالإجماع في 20 ديسمبر 2013، وعلى الرغم من أنه يشمل الشركاء المثليين والشركاء المغايرين، فإنه ينص على وجه التحديد على أنه «لن يشكل شراكة مدنية للأشخاص الذين يعيشون معا في الزواج والمساكنة». هناك تمييز إضافي هو أنه لا يتم تقديمها إلى المسجل المدني، ولكن مع السجل العام للممتلكات والتجارة.
منذ عام 2016، يجوز للشركاء في الاتحادات المدنية تبني الأطفال قانونيًا.

## زواج المثليين

### الأوامر القضائية
في 31 مارس 2014، تقدمت زوجتان من المثليات بطلب للحصول على رخصة زواج في سان فرانسيسكو دي كامبيتشي، لكن تم رفضهما في أبريل 2014 بناءً على القرار الذي يقضي بضرورة تسجيل الزوجين عبر أحكام الاتحاد المدني بالولاية. في يوليو 2014، أعلنت المحكمة العليا في المكسيك أن قوانين الزواج الحالية غير دستورية وأبلغت حكومة كامبيتشي أنه يتعين عليها تعديل القانون المدني للسماح بزواج المثليين. وأُعلن في وقت لاحق أن الزوجين يمكن أن يتزوجا بعد أن منحهما قاضي المقاطعة أمرا قضائيا، ولكن لا يزال يتعين مراجعة القانون. قال حزب العمل الوطني إنه سيلتزم بالحكم. تزوج الزوجان في 30 أغسطس 2014. في سبتمبر 2014، أعلن حزب الثورة الديمقراطية أن 16 شخصًا، 10 من سان فرانسيسكو دي كامبيتشي و 6 من سيوداد ديل كارمن، تقدموا بطلبات قضائية وأن تحليل تغيير قوانين الزواج كان قيد التقدم.
في 11 أغسطس 2015، قضت المحكمة العليا المكسيكية، في حكم 9 قضاة لصالح مقابل قاض واحد ضد (9-1)، بأن حظر كامبيتشي على تبني المثليين للأطفال غير دستوري. ألغت المحكمة العليا المادة 19 من قانون الاتحاد المدني الذي يحظر تبني المثليين للأطفال في الاتحادات المدنية. تم الإشارة إلى حقوق الطفل باعتبارها السبب الرئيسي لقرار المحكمة. وضع الحكم سابقة دستورية، مما يعني أن جميع عمليات الحظر في المكسيك التي تمنع الأزواج المثليين من التبني غير دستورية وتمييزية. صوت رئيس المحكمة العليا، لويس ماريا أغيلار موراليس، بالأغلبية وقال ما يلي في الحكم:
في 23 سبتمبر 2016، وضعت المحكمة العليا المكسيكية اللمسات الأخيرة على الحكم في قضية التبني ضد كامبيتشي وأصدرت قانونًا قضائيًا على مستوى البلاد يلزم جميع قضاة المحاكم الأدنى بالحكم لصالح الأزواج المثليين الساعين إلى التبني وحقوق الوالدين. تم رفع الحظر الذي فرضته كامبيتشي على تبني المثليين للأطفال في 26 سبتمبر.

### التشريعات
في 4 أبريل 2016، قدم حاكم ولاية كامبيتشي، أليخاندرو مورينو كارديناس، مشروع قانون زواج المثليين إلى كونغرس الولاية. بعد فترة وجيزة، أعلن أكبر حزبين في الولاية، الحزب الثوري المؤسساتي وحزب العمل الوطني، دعمهما لمشروع القانون. في 4 مايو 2016، أعلن رئيس مجلس الإدارة أنه سيتم التصويت على مشروع القانون في وقت ما في مايو 2016. في 10 مايو 2016، صوت كونغرس الولاية في نصويت 34 صوتا لصالح مقلبل صوت واحد ضد (34-1) للموافقة على مشروع قانون زواج المثليين. تم نشره في الجريدة الرسمية للدولة في 16 مايو 2016 ودخل حيز التنفيذ في 20 مايو 2016.
د
تنص المادة 157 من القانون المدني في كامبيتشي الآن على ما يلي:
- (بالإسبانية: Establece que el matrimonio es la unión de dos personas para llevar una vida en común، en donde ambas se deben procurar respeto، igualdad y ayuda mutua. Debe celebrarse ante las autoridades del Registro Civil tal y como lo establece este Código y con las formalidades que éste exige.)‏

- (باللغة العربية: يُنَص على أن الزواج هو اتحاد شخصين لعيش حياة مشتركة، حيث يجب على كلاهما السعي إلى الاحترام والمساواة والمساعدة المتبادلة. يجب أن يتم عقده أمام سلطات السجل المدني وفقًا لما هو منصوص عليه في هذا القانون ومع الإجراءات المطلوبة.)

| الحزب                     | الأعضاء | لصالح | ضد | لم يصوت | غائب |
| ------------------------- | ------- | ----- | -- | ------- | ---- |
| الحزب الثوري المؤسساتي    | 15      | 15    |    |         |      |
| حزب العمل الوطني          | 11      | 11    |    |         |      |
| حزب الخضر البيئي المكسيكي | 3       | 3     |    |         |      |
| حركة التجديد الوطنية      | 3       | 2     | 1  |         |      |
| حزب التحالف الجديد        | 2       | 2     |    |         |      |
| حزب الثورة الديمقراطية    | 1       | 1     |    |         |      |
| العدد الاجمالي            | 35      | 34    | 1  |         |      |

في 14 يونيو 2016، تقدم نشطاء معارضون لزواج المثليين بأمر قضائي ضد التشريع الذي أقره الكونغرس. وزعموا أن القانون قد تم فرضه بشكل غير عادل على سكان ولاية كامبيشي نافين مزاعم عن معاداتهم للمثليين. في 7 يوليو 2016، أصدر قاض اتحادي قرارًا لصالح وقف القانون. ومع ذلك، في 8 يوليو، أعلن الكونغرس أن الأمر القضائي يمنع المدعين فقط من الزواج من شخص المثليين. وفقًا لرئيس كونغرس الولاية، رامون مينديز لانز، يمكن للأزواج المثليون الاستمرار في الزواج في الولاية.

### الاحصائيات
ظلت معدلات زواج المثليين ثابتة نسبياً على مر السنين. في عام 2017، وقعت 27 حالة زواج المثليين في كامبيتشي. في عام 2018، كان هذا الرقم 32.

## الرأي العام
أظهر استطلاع للرأي أجراه عام 2017 بواسطة مجلس الاتصالات الاستراتيجية أن 42% من سكان كامبيتشي يؤيدون زواج المثليين، وهو واحد من أدنى معدلات الزواج في البلاد. كان 55% يعارضون ذلك.
وفقًا لاستطلاع عام 2018 أجراه معهد المعهد الوطني للإحصاء والجغرافيا، عارض 56% من السكان في كامبيتشي زواج المثليين. وكان هذا ثالث أعلى مستوى بين الولايات المكسيكية، بعد ولايتي تشياباس (59%) وتاباسكو المجاورة (56.5%).